# Per Säve
Peter (Per) Hieronymus Säve, född 30 september 1765 i Visby, Gotlands län, död 28 januari 1837 i Visby stadsförsamling, Gotlands länvar en svensk präst, hovpredikant och skolman.
Han var son till tullinspektoren Johannes Säve och Elsa Margareta Gyllenstorm och gift första gången 1797 med Fredrika Margaretha Jakobina Strålenhielm och andra gången från 1810 med Hedvig Charlotta Lallerius samt far till Pehr Arvidl och Carl Säve. Han blev student vid Uppsala universitet 1782, filosofie magister 1788 samt docent i latinska språket och litteraturen 1790. Han prästvigdes 1792 och blev kyrkoherde i Roma på Gotland 1796, prost 1815, teologie doktor 1818 samt lektor och rektor vid Visby nyinrättade gymnasium 1821 med bibehållande av Roma pastorat som prebende. Säve var en aktiv skriftställare och redigerade från 1823 fram till sin död Wisby Weckoblad. Han var även verksam som tecknare och har utfört en tecknad utsikt över Elinghems ödekyrka som ingår i Uppsala universitetsbiblioteks samlingar. Per Säve är begravd på Östra kyrkogården i Visby.